# (1944) Günter
(1944) Günter ist ein Asteroid des Hauptgürtels, der am 14. September 1925 von dem deutschen Astronomen Karl Wilhelm Reinmuth an der Landessternwarte Heidelberg-Königstuhl der Universität Heidelberg entdeckt wurde.
Der Asteroid ist dem Sohn des Entdeckers, Günter Reinmuth, gewidmet.